# Estrela do Norte (Goiás)
Estrela do Norte é um município brasileiro do estado de Goiás. Localiza-se a uma latitude 13º52'06" sul e a uma longitude 49º04'21" oeste, estando a uma altitude de 463 metros. Sua população estimada em 2024 era de      3224 habitantes.

## História
Estrela do Norte, originou de um loteamento da fazenda "Pau-a-Pique", Município de Porangatu.
Várias famílias incentivadas pelas notícias promissoras do desenvolvimento local, com a construção da rodovia federal Belém-Brasília, feita para ajudar no escoamento da expressiva produção agrícola da região, até então quase isolada dos grandes centros de consumo, a pedido do ilustre prefeito na época o Sr. José da Silva, juntamente com outros prefeitos da região como o sr. Luiz Antônio de Carvalho, na época prefeito de Porangatu. Por volta do ano de 1952 o povoado contava com mais de uma centena de moradias, várias casas comerciais e uma população aproximada de 700 pessoas. Passou a ser conhecida por “Vargem Coêlho”, em virtude de situar-se nas proximidades de bela vereda de igual nome.
Pelo seu crescente progresso urbano e produção agrícola, o povoado passou à condição de distrito “Estrêla do Norte”, pela Lei Municipal de 1955.
Um grande defensor e um dos principais responsáveis pelo grande crescimento da região e que durante toda sua vida realizou inúmeros trabalhos em prol da comunidade de Estrela do Norte, que fez a cidade ser reconhecida em todo o estado, trazendo até ali políticos de grande expressão como o ex-governador Irapuan Costa Júnior, além de Leonino Caiado, dentre outros, foi o ex-prefeito José da Silva, que faleceu em janeiro de 1997.

## Geografia
Possui uma área de 302,73 km².

### Hidrografia
Sua hidrografia é composta por pequenos rios e córregos, onde os mais conhecidos são: córrego Algodoeiro, rio 24 e Santa Teresa.

### Rodovias
O município é situado à margem da BR-153.

Estrela do norte é conhecida como a capital do barro aonde possui três grandes cerâmicas